# Lily Allen
Lily Rose Beatrice Allen, majd házasságából adódóan Lily Rose Cooper (Hammersmith, London, 1985. május 2. –)  British Awardsra jelölt angol popénekesnő. Zenéjét az EMI, a Regal és a Parlophone adta ki. Leghíresebb dalai a Smile és az LDN. Szülei Keith Allen színész, humorista és Alison Owen filmproducer. Smile című dala 2006 júliusában első helyet ért el a UK TOP 40 listáján.
2009-ben jelent meg második albuma „It's Not Me It's You” címmel. 2013-ban kiadta a „Somewhere Only We Know” című számot, ami az Egyesült Királyságban az 1. helyezett lett.

## Életrajza
Lily Rose Beatrice Allen Hammersmithben, Londonban született. Van egy nővére, Sarah, egy öccse, Alfie Allen és számos féltestvére, közülük a legfiatalabb húga, Teddie. Lily anyjával élt már Leixlipben, Kildare megyében, Írországban. Itt járt a Scoil Bhride nevű általános iskolába, és manapság is gyakran visszajár ide, tartja a kapcsolatot régi barátaival. Élete során 13 alkalommal váltott iskolát, jó néhányszor azért, mert kirúgták (alkohol fogyasztás és dohányzás miatt). Négyéves volt, amikor az apja elhagyta a családot, ez után gyerekkora nagyobbik részét a munkás osztályi környezetben töltötte egy önkormányzati bérlakásban felnőve.
Pénzügyileg Allen különösen jó neveltetésben részesült. Tanulmányait a Hill House magániskolában, majd az ország egyik legdrágább iskoláján, a Bedalesben folytatta. Mindenesetre ez nagyon elüt attól az életstílustól, amit régebben, anyja híressé válása előtt űztek.
11 éves korában figyelt fel tehetségére egyik tanára. Azóta képezi magát tudatosan a zene irányába.
Az 1-től 8-ig terjedő zenei ismeret skálán 5-ös szintet ért el zongorázásban és 8-ast éneklésben. Emellett játszik még hegedűn, gitáron és trombitán is.
Tizenhárom évesen szerepelt az Elizabeth című filmben, melynek anyja volt a co-producere.
Egyik ibizai nyaralásuk alkalmával felfigyelt rá egy zenei ügynök, az Audio Bullys volt menedzsere, George Lamb, aki bevezette a zeneipar világába.
Harmad-unokatestvére a szintén brit énekes, Sam Smith.

## Pályafutása
Első szerződését 2002-ben a Warner Music-kel írta alá. Ez egy rövid életű megállapodás lett. A szerződés megkötésekor még nem volt önálló zeneszáma. 2005 végén Allen aláírta következő szerződését a Regal Recordsszal, ami a Parlophone/EMI része volt. Annak ellenére, hogy őt egy lemezgyárosnak nézték, frissen megírt és elénekelt zeneszámait felrakta az interneten található közösségi portálokra. Itt az egyre nagyobb számú látogatóközönséget mindig naprakész hírek fogadták az énekes életével kapcsolatban. Egyre több és több ember ismerte meg stílusát, mivel számait e-mailben küldték egymásnak egyetemen és irodákon belül. Idővel bekerült a brit az Egyesült Királyság zenei újságaiba (NME), internetes zenei oldalakra (musicOMH.com) és blogokba a Popjustice oldalain. Ezek a médiumok mind pozitív kritikával illették őt és demófelvételeit is. Az első albumának előre bejelentett megjelenési időpontjának közeledtével interjút közölt vele a The Observer és a demóban már megjelent az LDN-t DJ Jo Whiley elkezdte játszani a BBC Radio One adóján. A nagy népszerűségnek köszönhetően a CD kiadását későbbre halasztották, és előtte limitált mennyiségben kiadták kislemezen az LDN-t. Allen első kislemeze 2006. április 24-én jelent meg. A lemez másik oldalán a Knock Em Out volt hallható. 2013. november 19-én megerősíti egy interjúban amit a BBC1-en adott, hogy fel fog lépni a következő Glastonbury fesztiválon valamint, hogy dalokat kezdett írni új lemezére ami 2014 májusára várható. Ezt 2014. februárban Graham Norton Showjában erősítette meg újra. A lemez Márciusban már előjegyezhető az Amazon-on.

## Diszkográfia

### Alright, Still (2006)
Lily első albuma, az Alright, Still nagylemezes kiadásban, korlátozott példányszámban jelent meg 2006. július 3-án. A teljes CD-változat 2006. július 17-én látott napvilágot az Egyesült Királyságban és Európa legnagyobb részén. A lemez 11 dalt tartalmazott, aminek nagy része már elérhető volt a MySpace-nél személyes honlapján. Ezek közül egyik, az Alfie című, öccséről szól.
2010 januárjáig a lemezt 2,6 millió példányban adták el és Grammy-díj, BRIT Awards & MTV Video Music Awards jelöléseket is begyűjtött mellé.

### It's Not Me It's You (2009)
A 2009. február 9-én megjelent lemeze első helyen debütált az Angol és a Kanadai slágerlistán 5. helyen az Amerikain és 2. volt az európai listán. Erről a sikerlistákon első helyet elért kislemez a The Fear.

### Sheezus (2014)
A 3. album 2014. május 2-án jelent meg. 8 kislemez jelent meg, amik mérsékelt sikereket értek el. (Somewhere Only We Know, Hard out Here, Air Balloon, L8 CMMR, Our Time, Sheezus, URL Badman, As Long As I Got You).

### The Fourth (4th) Wall (2016)
Lily Allen Twitter oldalán osztotta meg új albumának a címét.

## Filmszerepek
- Lily Allen and Friends Tv Show (2008) 8 epizód

2006–2009 között több mint 60 TV műsorban szerepelt önnönmagát alakítva valamint több mint 20 alkalommal szerepelt különböző műsorokban mint zenei előadó, pl. Melrose Place, EastEnders, Szellemekkel suttogó, Beverly Hills 90210, A Grace klinika

## Divatipari szereplése
2007 májusában Lily Loves néven saját kollekcióval jelentkezett ruha, cipő és kiegészítők terén a divatpiacon.
2008-ban elnyerte a Glamour Women of the Year Awardsot és a Highstreet Fashion Awardra „legjobban öltözött híresség” kategóriában.
2010. szeptember 15-én Lily és nővére megnyitotta saját ruhaüzletét "Lucy in Disguise" néven.

## Magánélete
2007 őszén kezdett randevúzni Ed Simonsszal a Chemical Brothers énekesével és nemsokára be is jelentette, hogy gyermeket várnak de sajnálatos módon 2008 elején elvetélt és a kapcsolatuk is megszakadt ezek után. 2008-ban Brian Biggel élt együtt.
2009 nyarán ismerkedett meg Sam Cooperrel, aki egy építőipari vállalatban érdekelt. Lily 2010 őszén, hat hónapos terhesen újból elvetélt, de a hozzátartozói szerint továbbra is kitartóan fog próbálkozni, mert nagyon eltökélten szeretne anyává válni.
2010-ben vidéki házat vásárolt 3 millió font értékben. Az Old Overtown House egy 8 hektáros birtok része és a XVII. században épült az Anglia Cranham falu mellett.
Lily és Sam 2010 decemberében eljegyezték egymást a Bali szigetén töltött karácsonyi vakációjukon. 2011. június 11-én összeházasodtak a gloucestershire-i Cranhamben, a Szent Jakab templomban. Lily felvette a Lily Rose Cooper nevet.
2011. november 25-én született meg első kislányuk, Ethel Mary, majd 2013. január 8-án megszületett második gyermekük, Marnie Rose.
2016-ban elvált férjétől, Sam Cooper-től. Biszexuális, 2018-ban bevallotta, hogy turnéi alatt escort lányoknak fizetett a szexért.

## Díjak és jelölések

### 2006
- Popjustice £20 Music Prize – Smile – jelölés
- Q Awards – Best New Act – jelölés
- Digital Music Awards – Best Pop Artist – elnyerte

### 2007
- NRJ Music Awards – International Revelation of the Year – jelölés
- BRIT Awards
  - British Female Solo Artist – jelölés
  - Mastercard British Album (Alright, Still) – jelölés
  - British Breakthrough Act – jelölés
- NME Awards – Worst Dressed – elnyerte
- MTV Video Music Awards – Best New Artist – jelölés
- Q Awards – Best Video (Alfie) – jelölés

### 2008
- Grammy Awards – Best Alternative Music Album (Alright, Still) – jelölés
- Highstreet Fashion Awards – Best Dressed Celebrity – jelölés
- Glamour Women of the Year Awards – Editor's Special Award – elnyerte
- BMI Awards – Smile – elnyerte

### 2009
- GQ Men Of The Year Awards – Woman Of The Year – elnyerte
- Popjustice £20 Music Prize – The Fear – jelölés
- Q Awards – Best Track (The Fear) – elnyerte

### 2010
- NRJ Music Awards
  - International Female Artist Of The Year – jelölés
  - International Song Of The Year (Fuck You) – jelölés
- BRIT Awards
  - British Female Solo Artist – Elnyerte
  - Mastercard British Album (It's Not Me, It's You) – jelölés
  - British Single (The Fear) – jelölés

### 2011
- Shockwaves NME Awards
  - Best Band Blog - jelölés